# 萊茵斯貝格音樂學院
萊茵斯貝格音樂學院（德語：Musikakademie Rheinsberg）是位於德國布蘭登堡邦萊茵斯貝格的音樂學院，由音樂學家烏爾里克·利特克創辦，現為一所國家和州級機構，為一般和專業人士提供教學。音樂學院總部設在萊茵斯貝格宮，並利用其劇院進行演出。

## 歷史
萊茵斯貝格音樂學院是培育青年表演者的教育機構，由德國音樂學家烏爾里克·利特克於1991年創辦。2001年，其成為一所國家級學院（Bundesakademie），2014年以萊茵斯貝格音樂文化（Musikkultur Rheinsberg）的形式運作，並獲得布蘭登堡科學、研究和文化部（Ministerium für Bildung, Jugend und Sport）、東普里格尼茨-魯平縣和萊茵斯貝格鎮的認可。目前該學院的院長為菲利克斯·戈爾格（Felix Görg），藝術總監為喬治·寬德，執行長是湯瑪斯·福克（Thomas Falk）。
音樂學院會舉辦相關的音樂講習班、大師班和學術研討會（Kolloquien）。2019／20年度的大師班是由葛萊美獎得主驊彩·邁耶、戲劇導演哈里·卡普費和指揮家勒內·雅各布斯等人指導，主要聚焦在演出東德時期被忽視的年輕作曲家作品，其中一些作品亦受音樂學院要求在萊茵斯貝格宮首演。音樂學院每年舉辦約40門課程和130場活動，吸引約17,000名參觀者。
原已破敗不堪的萊茵斯貝格宮騎士屋在東德劇變後進行修復，並於1999年成為萊茵斯貝格音樂學院的所在地而重新開放。音樂學院的各項活動和萊茵斯貝格歌劇廳音樂節均在該處和萊茵斯貝格宮的劇院舉行。

## 延伸閱讀

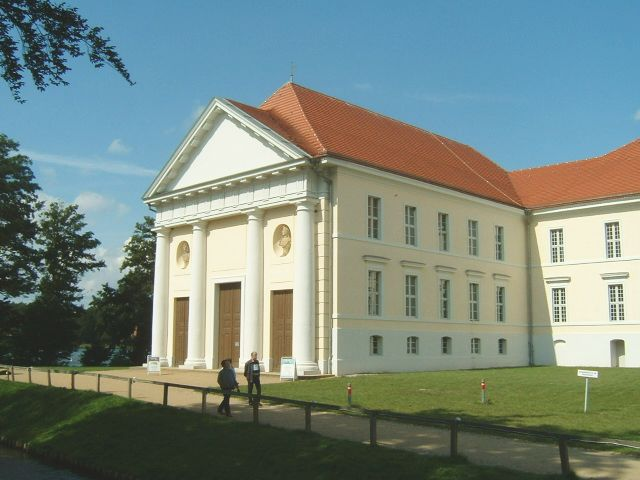
萊茵斯貝格宮劇院

- Liedtke, Ulrike. . Musikakademie Rheinsberg: Hofmeister, Leipzig. 2005. ISBN 978-3-87350-031-0.
- Liedtke, Ulrike. . Musikakademie Rheinsberg: Pfau, Saarbrücken. 1997. ISBN 978-3-930735-70-9.
- Liedtke, Ulrike.  第二修訂版. Musikakademie Rheinsberg: Hofmeister, Leipzig. 2005 [1995]. ISBN 978-3-87350-019-8.
- Christoph Schaffrath（英语：Christoph Schaffrath）. . Berlin: Werner Feja. 1996.
- Wendler, Frank. . Musikakademie Rheinsberg: Rheinsberg. 2001.
- Helmut Zapf; Klaus Feldmann; Raphael Heinrich; Gerd Domhardt; Matthias Jann. . . NCA – New Classical Adventure (Stansstad). 1998.

## 外部連結
- 萊茵斯貝格音樂學院（德文）
- 萊茵斯貝格音樂學院（德国国家图书馆目录相关文献）